# Adesmia gracilis
Adesmia gracilis es una especie de planta floral del género Adesmia, categorizada en la tribu Dalbergieae, de la familia Fabaceae.

## Distribución
Especie nativa de Argentina y Chike. Crece en el bioma templado.

## Taxonomía
Fue descrita por Meyen ex Vogel y publicada en Nov. Actorum Acad. Caes. Leop.-Carol. Nat. Cur. 19(Suppl. 1): 24 (1843).